# Čegem
Čegem o Ceghem (in russo Чегем?, in cabardo Шэджэм) è  una città della Russia, situata in Cabardino-Balcaria ed ospitava nel 2010 una popolazione di circa 18.000 abitanti. La città sorge sulle rive del fiume Čegem, a 4 chilometri da Nal'čik, ed è capoluogo del Čegemskij rajon